# Roberto Flores (Musiker)
Roberto Flores (Domingo Patti; * 29. Juli 1907 in Buenos Aires; † 9. November 1981), El Chato genannt, war ein argentinischer Tangosänger und -komponist.

## Leben und Wirken
Flores begann seine Laufbahn 1923 als Schauspieler am Teatro Smart. Er trat sowohl als Schauspieler als auch als Sänger auf, bis ihn 1937 Enrique Rodríguez für sein Orchester engagierte. Er gehörte dem Orchester bis 1939 an und nahm mit ihm in der Zeit 35 Titel auf, angefangen von Anita Lizana und Ilusión von Víctor Acosta über Ritmo de juventud (von Enrique Rodríguez und Ivo Pelay), Mi muñequita (von Rodríguez und Alfredo Bigeschi) und Clavelito en flor (von Rodríguez und José Casais) bis zu den Erfolgstiteln Tengo mil novias, Amor en Budapest und Salud dinero y amor.
1940 debütierte er als Solosänger bei Radio Belgrano und nahm mehrere Titel beim Label Victor auf. Im Anschluss unternahm er eine Tournee durch Uruguay und Chile. Nach seiner Rückkehr wurde er einer der Solosänger bei Radio Argentina neben Oscar Alonso, Héctor Palacios, Azucena Maizani und Dorita Davis. 1942 trat er in dem Film Gran Pensión La Alegría auf, im Folgejahr nahm er bei Victor die eigenen Kompositionen Porque te supe querer und Tristeza marina auf. Letztere wurde mehrfach aufgenommen: von Roberto Rufino mit Carlos Di Sarli, von Libertad Lamarque und Eduardo Adrián mit Francisco Canaro und von Alfredo Rojas mit José García und seinen Zorros Grises. Ende der 1940er Jahre war Flores bei verschiedenen Radiostationen engagiert.
1955 unternahm er mit seinem Freund Francisco Fiorentino eine Tour durch die Region Cuyo. Fiorentino kam auf dieser Tour bei einem Autounfall ums Leben. Flores trat im Folgejahr im Programm Los Ases bei Radio Belgrano mit der Sängerin Rosita Lavalle auf. 1958 wurde er bei Radio Belgrano vom Orchester des Senders unter Leitung von Leopoldo Federico begleitet. Seine letzten Auftritte hatte er beim Sender Radio del Pueblo mit dem Sextett Miguel Nijensohns, mit dem er auch eine LP beim Label Magenta aufnahm. Im Alter von 60 Jahren beendete Flores seine aktive Laufbahn als Sänger.